# Pärnu JK Vaprus
Pärnu JK Vaprus (est. Pärnu Jalgpalliklubi Vaprus) – estoński klub piłkarski z siedzibą w mieście Parnawa, na zachodzie kraju.

## Historia
Chronologia nazw:
- 1922: Pärnu Spordiseltsi Vaprus
- 1937: Pärnu Kalevi
- 1941: klub rozwiązano
- 1999: Pärnu JK Vaprus
- 2003: Pärnu JK Vaprus-Levadia - po fuzji z Pärnu Levadia
- 2004: Pärnu JK Vaprus
- 2011: fuzja Vaprus z Pärnu JK i Pärnu Kalev, w wyniku czego powstał Pärnu Linnameeskond
- 2017: Pärnu JK Vaprus

Klub piłkarski Vaprus został założony w mieście Parnawa w 1922 roku. Zespół startował w lokalnych mistrzostwach piłkarskich w Pärnu, zdobywając w 1927 i 1934 mistrzostwo. W 1937 roku połączył się z kilkoma innymi klubami sportowymi, tworząc Pärnu Kalevi. W 1941 klub został rozwiązany.
Dopiero w 1999 klub został reaktywowany jako Pärnu JK Vaprus. W 2000 klub startował w III Liiga, w której zdobył zwycięstwo. 2003 okazał się trudny dla klubu finansowo, dlatego połączył się z kilkoma lokalnymi klubami, w tym z Pärnu Levadia zmieniając nazwę na Pärnu JK Vaprus-Levadia. W 2004 zajął pierwsze miejsce w II Liiga i awansował do Esiliiga. Klub przywrócił nazwę Pärnu JK Vaprus. W 2005 ponownie był pierwszym w Esiliiga i zdobył promocję do najwyższej lidze Mistrzostw Estonii, w której występował w 2006 (7.miejsce) i 2007 (8.miejsce). W 2008 zajął ostatnie 10.miejsce, ale tak jak Tallinna FC TVMK zrezygnował z występów w lidze, to klub otrzymał możliwość gry w barażach o utrzymanie w lidze, jednak przegrał z Paide Linnameeskond. Od 2009 rywalizował w Esiliiga. Na początku 2011 odbyła się fuzja klubów Vaprus, Pärnu JK i Pärnu Kalev, w wyniku czego powstał Pärnu Linnameeskond. Zjednoczony klub kontynuował występy w Esiliiga, a Vaprus jako klub amatorski startował w IV Liiga, w 2014 awansował do III Liigi, a w 2016 grał w II Liiga.
W 2017 fuzja rozpadła się i Vaprus odziedziczył ich ligową pozycję na 2017 rok.

## Sukcesy

### Trofea międzynarodowe
Nie uczestniczył w rozgrywkach europejskich (stan na 31-05-2015).

### Trofea krajowe
| \| \| Zdobyte trofea w rozgrywkach Estonii (stan na: 31-03-2017) \| |                                                            |      |          |
| Rozgrywki                                                           | Osiągnięcie                                                | Razy | Sezon(y) |
| Mistrzostwo                                                         | I miejsce                                                  | 0    |          |
| Mistrzostwo                                                         | II miejsce                                                 | 0    |          |
| Mistrzostwo                                                         | III miejsce                                                | 0    |          |
| Mistrzostwo                                                         | 7.miejsce                                                  | 1    | 2006     |
| Puchar                                                              | zdobywca                                                   | 0    |          |
| Puchar                                                              | finalista                                                  | 0    |          |
| Puchar                                                              | 1/16 finału                                                | 1    | 2008/09  |
| II liga                                                             | I miejsce                                                  | 1    | 2005     |
| II liga                                                             | II miejsce                                                 | 0    |          |
| II liga                                                             | III miejsce                                                | 0    |          |
| Estonia                                                             | Zdobyte trofea w rozgrywkach Estonii (stan na: 31-03-2017) |      |          |

## Stadion
Klub rozgrywa swoje mecze domowe na stadionie Pärnu Rannastaadion w Parnawie, który może pomieścić 1250 widzów.